# چو سونگ هوان
چو سونگ هوان (انگلیسی: Cho Sung-hwan؛ زادهٔ ۹ آوریل ۱۹۸۲) بازیکن فوتبال اهل کره جنوبی است.
از باشگاه‌هایی که در آن بازی کرده‌است می‌توان به باشگاه ورزشی المعیذر، باشگاه فوتبال سوون سامسونگ، باشگاه فوتبال کونسادول ساپورو، باشگاه فوتبال چونبوک هیوندای موتورز، باشگاه فوتبال الهلال و باشگاه فوتبال پوهانگ استیلرز اشاره کرد.